# Tela Botanica
Tela Botanica é uma rede colaborativa de botânicos francófonos, 80% dos quais vivem na França (cerca de 28 000 inscritos no final de 2016).
Ela serviu como um modelo para a rede de entomólogos da Tela Insecta, que está desenvolvendo em parceria com a Tela Botanica.

## Contexto
Dada a crescente importância das questões relacionadas com a protecção dos recursos do planeta e a necessidade de sua exploração sustentável, é importante que a botânica encontra um lugar preponderante na encruzilhada de várias disciplinas que lidam com o conhecimento de plantas e o mundo vegetal: florísticas, sistemática, taxonomia, Fitosociologia, fitogeografia, chorologia, ecologia vegetal, etnobotânica, etc.
A rede da Tela Botanica foi criada com o objetivo de apoiar esta renovação da botânica no mundo de língua francesa.

## História
A rede Tela Botanica foi criada e é gerida por uma associação de lei de 1901: Associação de Tela Botanica. Esta associação depositou os seus estatutos, em 14 de dezembro de 1999, no departamento de Hérault. Seus membros fundadores incluem três entidades legais (Société botanique de France, a Travel Guardian e ACEMAV) e o autor do projeto é o Daniel Mathieu.
A sede da associação está localizada no Instituto de Botânica de Montpellier (Universidade de Montpellier 2). Em quatro anos, a rede dobrou o número de inscritos, considerando que ele levou sete anos para chegar a dez mil titulares.  O membro 20.000  se juntou a associação em 22 de abril de 2013. Até 2014, a rede tem cerca de 24.000 membros cadastrados e aproximadamente 13.000 páginas do site são acessadas diariamente.

## Objectivos
Seus principais objetivos são:
- para criar links entre botânicos francófonos;
- para configurar projetos coletivos;
- para coletar os dados para tornar disponíveis para os botânicos;
- para reunir as iniciativas que contribuam para o desenvolvimento da botânica, inclusive "botânica digital".[3]

## Funcionamento
A rede Tela Botanica é destinada a todas as pessoas, singulares ou colectivas, interessadas no conhecimento e a proteção do mundo vegetal, em uma ética de respeito pela natureza, o homem e o seu ambiente.
O seu funcionamento é baseado em duas opções:
- a lógica e a ética das redes de colaboração para o modo de participação dos membros (cf obra de Jean-Michel Cornu);
- a massificação da utilização das TIC (tecnologias de informação e comunicação) como um meio de troca entre os membros através de seu portal na internet de língua francesa, e a botânica.

Todos os softwares e aplicativos desenvolvidos no âmbito da rede estão sob licença CeCILL. Os dados e documentos são distribuídos principalmente em um licença livre Creative Commons. Uma estreita colaboração estabelecida com o portal botânico da Wikipédia em língua francesa.
As inscrições para a Tela Botanica rede são gratuitas. Ele dá a possibilidade de usar os meios logísticos e técnicos da Rede para configurar e desenvolver projetos, participar em diferentes grupos animados dentro da rede e para receber por e-mail o newsletter semanal de notícias do botânico. O registo é feito online na Internet e um mapeamento global do sistema pode exibir a localização de 15.000 inscritos (em 8 de junho de 2011) da rede em mais de 60 países.
A rede é gerida por uma ONG, que também gerência a gestão financeira do projecto, com 10 funcionários (final de 2014), graças ao público (47%) e privado (39%) contribuições, complementado por benefícios e treinamento de 10%) ou de produtos diversos (4%), e as doações de membros da rede, para 3% dos recursos (€18,000 em 2013). Uma parte importante, mas uma parte inqualificável vem do voluntariado dos membros, que têm oportunidades para a expressão, o trabalho colaborativo e a proposta nos fóruns e outras funções consultivas e ferramentas de bancos de dados e fotos colocadas no lugar da rede (eFlore, bloco de anotações Online, newsletter ...). Eles podem ser consultados pelo comitê de orientação para obter um parecer sobre as escolhas mais importantes. Eles são um elemento-chave para a dinâmica e a vida da rede.
A Tela Botanica publica semanalmente um boletim de botânica, que é transmitido gratuitamente, exclusivamente via Internet. Esta carta, bem como o sítio são de acesso livre e desprovido de qualquer publicidade.